# Symphonicities
Symphonicities è il decimo album studio del musicista inglese Sting, pubblicato il 13 luglio 2010. In questo album Sting reinterpreta alcuni dei propri brani con l'accompagnamento della Royal Philharmonic Orchestra diretta da Steven Mercurio nelle tracce 4, 5, 7 e 8.

## Tracce
Testi e musiche di Sting.
1. Next to You – 2:30
2. Englishman in New York – 4:23
3. Every Little Thing She Does Is Magic – 4:56
4. I Hung My Head – 5:31
5. You Will Be My Ain True Love – 3:44
6. Roxanne – 3:37
7. When We Dance – 5:26
8. The End of the Game – 6:07
9. I Burn for You – 4:03
10. We Work the Black Seam – 7:17
11. She's Too Good for Me – 3:03
12. The Pirate's Bride – 5:02

## Classifiche
| Classifica (2010)     | Posizione massima |
| --------------------- | ----------------- |
| Australia             | 40                |
| Germania              | 7                 |
| Ungheria              | 5                 |
| Polonia               | 1                 |
| Stati Uniti d'America | 6                 |
| Regno Unito           | 30                |
| Italia                | 4                 |